# Oceanex Connaigra
Die Oceanex Connaigra ist ein ConRo-Schiff der kanadischen Reederei Oceanex. Das Schiff ist der weltweit erste Schiffsneubau, der mit einer Trockenentschwefelungsanlage ausgestattet wurde.

## Geschichte
Das Schiff wurde 2013 unter der Baunummer 757 bei der Flensburger Schiffbau-Gesellschaft in Flensburg gebaut. Die Kiellegung des Schiffes fand am 11. Februar, der Stapellauf am 31. Mai 2013 statt. Fertiggestellt und übergeben wurde das Schiff am 27. September 2013. Seit Oktober 2013 wird es im Liniendienst zwischen Montreal und St. John’s eingesetzt.

## Schiffsbeschreibung
Das ConRo-Schiff ist 210 Meter (Breite über Spanten 29,60 Meter, Tiefgang 8,60 Meter). Die Ablieferung erfolgte im Oktober 2013. Das Schiff kann Container und rollende Ladung übernehmen. Es ist für weltweite Fahrt ausgelegt, hat Eisklasse und zählt mit der „trockenen“ Entschwefelungsanlage zu den umweltfreundlichsten Fähren. Zur flexiblen Beladung ist das 19.460 tdw-Schiff mit einer Heckrampe sowie einer Seitenrampe ausgerüstet. Das über eine Rampe zugängliche Wetterdeck kann von rollender Ladung erreicht werden, ist aber vorzugsweise für Container gedacht. Es bietet Stellplätze für insgesamt 940 TEU, davon 120 Kühlcontainer und 200 beheizbare Container. Insgesamt verfügt das Schiff über fünf RoRo-Decks, auf denen sich 210 Pkw und fast 100 Trailer (2.800 Lkw-Spurmeter) stauen lassen. Das Schiff ist mit der Eisklasse 1A klassifiziert.

## Technische Anlagen
Die Hauptmaschinen (2 × MAN 7L48/60-CR mit je 8400 kW) wirken über Schaltkupplungen und ein Sammelgetriebe auf einen Verstellpropeller. Damit kann die eine oder andere Hauptmaschine ausgekuppelt werden und über einen PTO das Schiff mit Strom versorgen. Weiterhin wurden zwei Dieselgeneratoren (MAN 8L21/31 mit je 1.700 kW) verbaut. Vier Querstrahlruder mit einer Leistung von insgesamt 5600 kW wurden für die Manöverfahrt installiert. Die für Menschen und Ladung extremen Schiffsbewegungen in den rauen Gewässern von Nordamerika werden mit Rolldämpfungstanks (Flume Tanks) und Flossenstabilisatoren reduziert.

### Entschwefelungsanlage
Die 2015 in Kraft tretenden Schwefelemissionsgrenzwerte nach MARPOL Annex VI werden mit der trockenen Abgasreinigungsanlage des deutschen Unternehmens Couple Systems erfüllt, das zuvor auf der Timbus eine erste zweistufige Versuchsanlage mit Silo und Reststoffbehälter realisiert hatte. Mit der Abgasreinigungsanlage wurden die Hauptmaschinen und die Hilfsdiesel ausgestattet. Das Klassezeichen lautet „DVV 1A1, General Cargo Carrier Ro-Ro, ICE 1A, E0, NAUT-AW, BIS, TMON, DG-P, CLEAN“.